# 子串
一个字符串 {\displaystyle s} 被称作另一个字符串 {\displaystyle S} 的子串，表示 {\displaystyle s} 在 {\displaystyle S} 中出现了。比如，“中出”是“我们中出了一个叛徒”的子串。注意子串和子序列是不同的：“果机”是“蘋果手机”的子序列，而不是子串。
前缀和后缀是两种特殊的子串：一个前缀在原串的开始位置出现，而一个后缀在原串的末端出现。
例如，“苹果手机”的所有子串是：（空串），“苹”，“果”，“手”，“机”，“苹果”，“果手”，“手机”，“苹果手”，“果手机”，“苹果手机”。

## 定义
一个字符串 {\displaystyle s} 被称作另一个字符串 {\displaystyle S} 的子串，表示 {\displaystyle S=XsY}。
一个字符串 {\displaystyle s} 被称作另一个字符串 {\displaystyle S} 的前缀，表示 {\displaystyle S=sY}。
一个字符串 {\displaystyle s} 被称作另一个字符串 {\displaystyle S} 的后缀，表示 {\displaystyle S=Xs}。

## Border
一个字符串 {\displaystyle s} 被称作 {\displaystyle S} 的 Border，表示 {\displaystyle s} 既是 {\displaystyle S} 的前缀，又是其后缀。比如，“我不相信你”是“我不相信你不认为我不相信你”的 Border，"niconi"是"niconiconi"的 Border。